# Мулен де ла Галетт
«Мулен де ла Галетт» (фр. Moulin de la Galette) — ветряная мельница, расположенная в верхней части района Монмартр в Париже. Этот символ Монмартра изображали многие художники: Жорж Мишель, Теодор Руссо, Жан-Батист Коро, Пьер-Огюст Ренуар, Анри Тулуз-Лотрек, Сантьяго Русиньоль, Рамон Касас, Винсент ван Гог и Пабло Пикассо. Ветряная мельница является памятником архитектуры с 1939 г. и охраняется государством.
Одноимённый ресторан расположен немного ниже на холме. У ресторана имеется ветряная мельница — Мулен Раде (фр. Moulin Radet), по фамилии владельцев ресторана и обеих мельниц. Ресторан также фигурирует на полотнах импрессионистов, в первую очередь Ренуара.

## Мельница и ресторан в живописи

Бал в Мулен де ла Галетт. Огюст Ренуар, 1876, музей Орсе
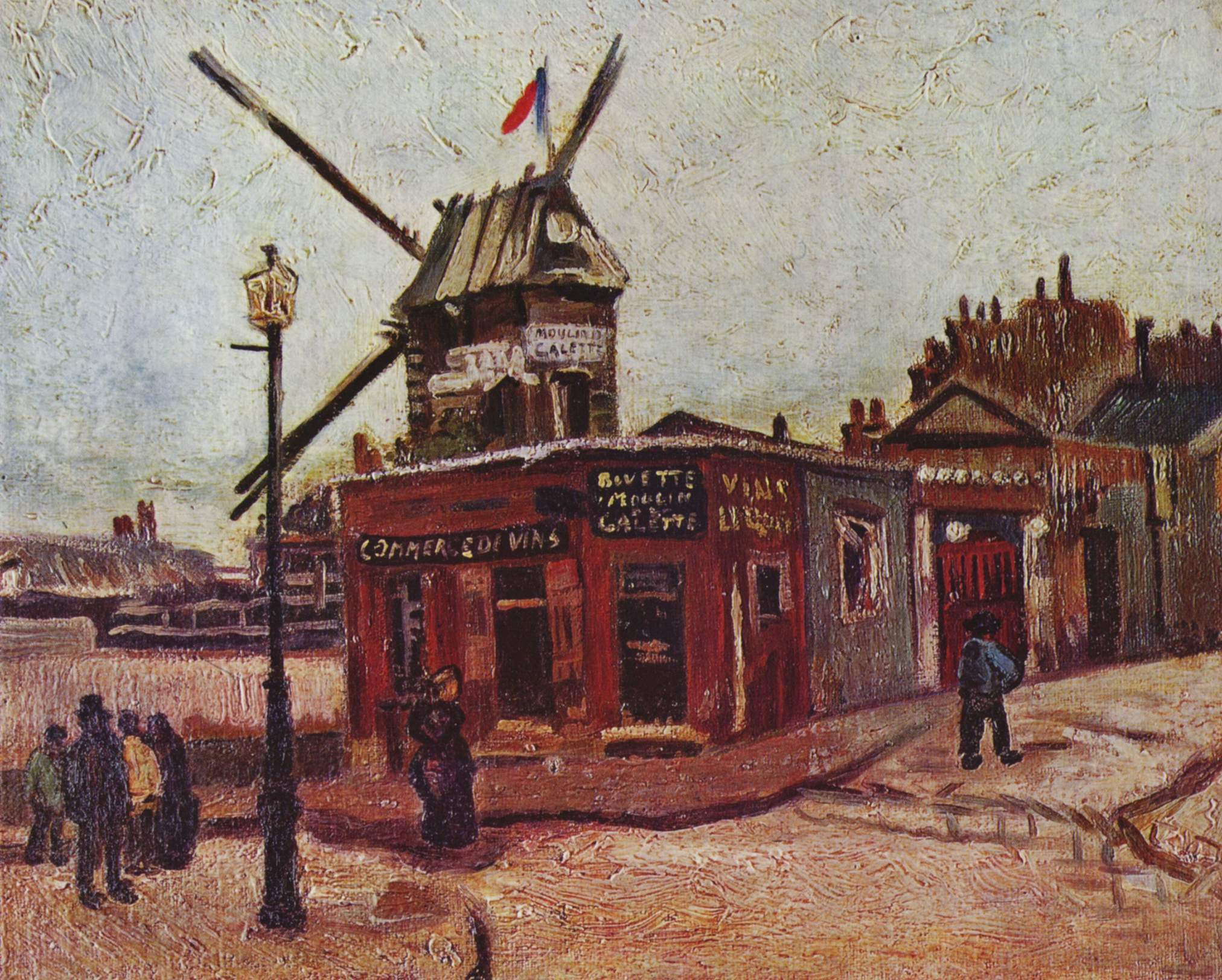
Мулен де ла Галетт. Винсент ван Гог, 1886, Новая национальная галерея, Берлин
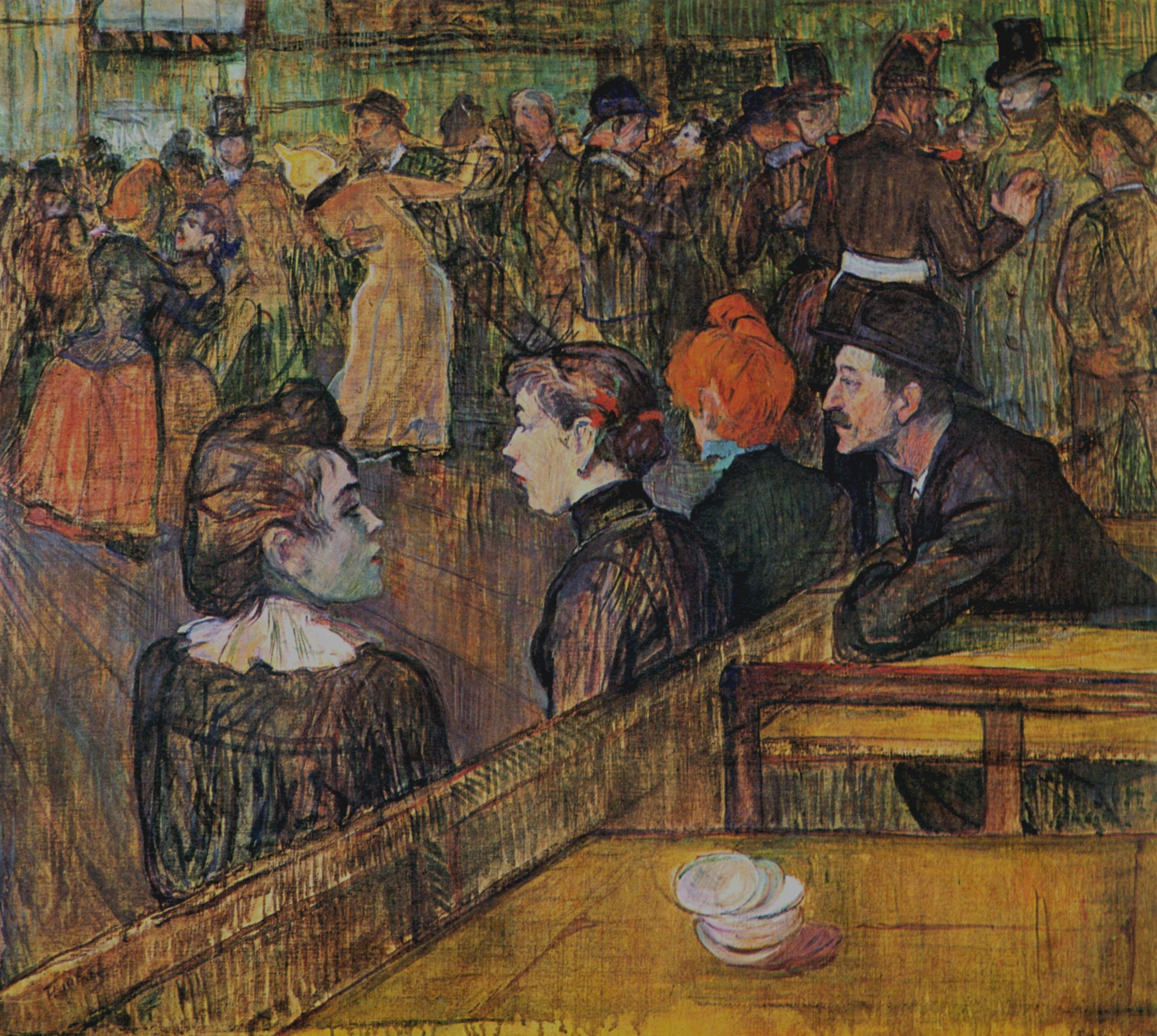
Мулен де ла Галетт. Анри Тулуз-Лотрек, 1889, Институт искусств, Чикаго
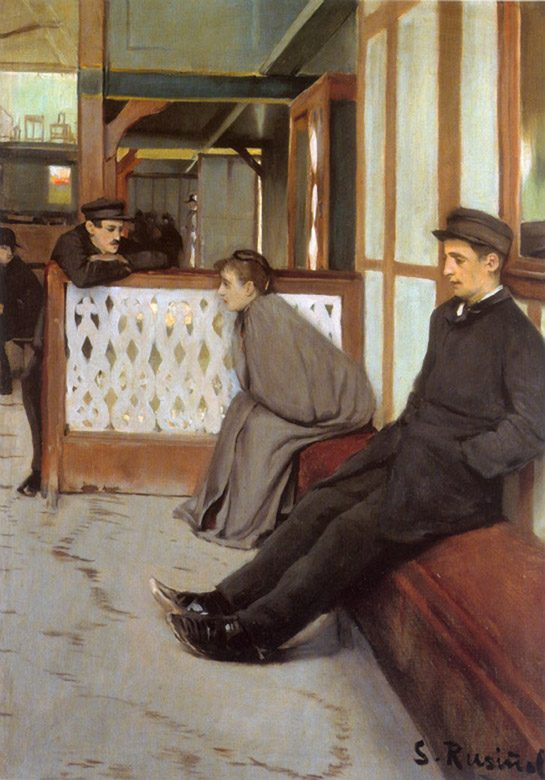
Мулен де ла Галетт. В ожидании посетителей. Сантьяго Русиньоль, 1890-е годы
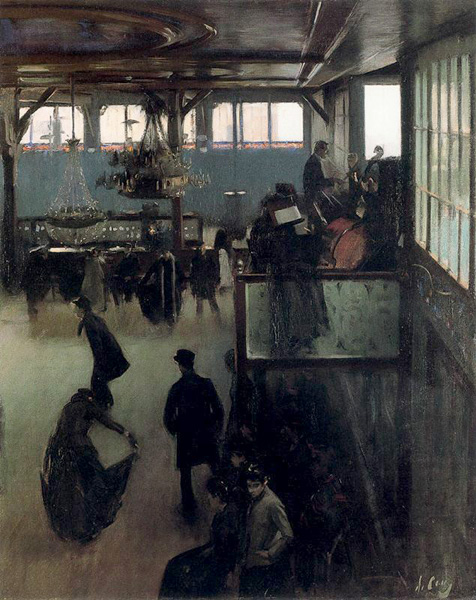
Бал в Мулен де ла Галетт. Рамон Касас, 1890-1891